# Predjama (jama)
Predjama, tudi Jama pod Predjamskim gradom, je kraška jama, katere vhod se nahaja pod Predjamskim gradom v občini Postojna. Izoblikovala jo je ponikalnica Lokva. Njen sistem rovov je razporejen v štiri med seboj povezana nadstropja, katerih sistem je povezan tudi z gradom.